# Jednostka regionalna Chania
Jednostka regionalna Chania (gr. Περιφερειακή ενότητα Χανίων, Periferiaki enotita Chanion) – jednostka administracyjna w Grecji w regionie Kreta. Utworzona 1 stycznia 2011 roku, liczy 155 tys. mieszkańców (2021).
W skład jednostki wchodzą następujące gminy:
- Apokoronas (2),
- Chania (1),
- Gawdos (3),
- Kandanos-Selino (4),
- Kisamos (5),
- Platanias (6),
- Sfakia (7).